# Assurance GRL
L’assurance GRL est une assurance loyers impayés mise en place conjointement par l’État, Action logement et certaines compagnies d'assurances. Elle garantit au propriétaire d’un logement mis en location de percevoir le montant du loyer même en cas de défaut de paiement de la part du locataire.
Le dispositif GRL n’est plus distribué depuis le 1er janvier 2016.

## Historique
L’assurance GRL, officiellement mise en place le 1er janvier 2010, remplace alors le Pass-GRL dont les conditions sont plus restrictives.
Toutefois, les premiers contrats ne sont effectivement signés qu’à compter du 1er février 2010, date à laquelle les deux premiers assureurs signent une convention avec Action Logement. Il s’agit alors de DAS (filiale du groupe MMA) et de la Mutuelle Alsace Lorraine. Ils sont rapidement rejoints par CGAIM.
Au lancement du dispositif, l’État et Action Logement déclarent espérer 400 000 nouveaux contrats dès la première année. Dans les faits, seuls 60 000 sont signés en 2010. Le secrétaire d'Etat au Logement Benoist Apparu reconnait alors que le dispositif « ne marche pas ». Les trois compagnies d’assurances continuent toutefois de le proposer.
La fin de l’année 2011 voit les compagnies d’assurances concernées augmenter leurs tarifs afin de pallier une sinistralité plus importante que prévu.
2012 DAS (MMA) se désengage  du PASS-GRL et met fin a tous ses contrats en cours. La Mutuelle Alsace Lorraine de son côté ne prend plus de contrat avec des locataires déjà en place. Les propriétaires se retrouvent donc avec leurs locataires sans assurance de loyer.

## Bénéficiaires
Le contrat d’assurance GRL est souscrit par un propriétaire bailleur, pour un seul logement et un seul locataire.
D’après la convention signée par les compagnies d’assurance, l’assurance GRL peut être mise en place pour un logement dont le loyer ne dépasse pas 2 000 € charges comprises à la date de souscription du contrat.
Si le contrat est souscrit à l’arrivée d’un nouveau locataire, ses revenus doivent être supérieurs à deux fois le montant du loyer charges comprises. Si le locataire est déjà en place depuis plus de 6 mois, aucune condition de ressources n’est exigée.

## Garanties
Le contrat d’assurance GRL comporte 3 garanties distinctes :
- Loyers impayés : Le défaut de paiement du loyer est couvert à hauteur de 70 000 €
- Les dégradations immobilières : les dégradations causées par le locataire sont couvertes à hauteur de 7 700 € dans un logement nu et de 3 500 € pour les locations meublées
- Les frais de contentieux (compris dans la garantie globale de 70 000€)

Par ailleurs, les compagnies d’assurance offrent des options pour améliorer la couverture (vacance locative, protection juridique...).

## Distribution
Les compagnies d’assurance distribuent les contrats GRL dans leurs agences, mais font aussi appel à de nombreux courtiers en assurance sur internet.